# Composition des équipes masculines de hockey sur gazon au Tournoi de qualification olympique 2024
Cette page contient la liste de toutes les équipes et leurs joueurs participant au Tournoi de qualification olympique 2024 à Mascate, à Oman, et à Valence, en Espagne.
La sélection définitive des 18 joueurs qui disputent le Tournoi de qualification olympique à Oman et en Espagne est présentée à la FIH.

## Tournoi de Valence

### Belgique
La composition finale a été annoncée le 30 décembre 2023. Le 6 janvier 2024, Antoine Kina déclare forfait en raison d'une blessure aux ischios.
Entraîneur:  Michel van den Heuvel
| Numéro | Joueur               | Date de naissance | Âge | Sélections |
| ------ | -------------------- | ----------------- | --- | ---------- |
| 2      | Loic van Doren (GB)  | 14 septembre 1996 | 27  | 51         |
| 3      | Thibeau Stockbroekx  | 20 juillet 2000   | 23  | 22         |
| 4      | Arthur van Doren     | 1er octobre 1994  | 29  | 232        |
| 7      | John-John Dohmen     | 24 janvier 1988   | 35  | 458        |
| 8      | Florent van Aubel    | 25 octobre 1991   | 32  | 284        |
| 12     | Gauthier Boccard     | 26 août 1991      | 32  | 281        |
| 16     | Alexander Hendrickx  | 6 août 1993       | 30  | 175        |
| 19     | Félix Denayer (C)    | 31 janvier 1990   | 33  | 380        |
| 20     | William Ghislain     | 28 juillet 1999   | 24  | 29         |
| 21     | Vincent Vanasch (GB) | 21 décembre 1987  | 36  | 273        |
| 23     | Arthur de Sloover    | 3 mai 1997        | 26  | 147        |
| 25     | Loïck Luypaert       | 19 août 1991      | 32  | 294        |
| 26     | Victor Wegnez        | 25 décembre 1995  | 28  | 152        |
| 27     | Tom Boon             | 25 janvier 1990   | 33  | 335        |
| 29     | Maxime van Oost      | 2 décembre 1999   | 24  | 24         |
| 30     | Nelson Onana         | 1er mars 2000     | 23  | 20         |
| 31     | Arno van Dessel      | 3 juillet 2003    | 20  | 23         |
| 32     | Tanguy Cosyns        | 29 juin 1991      | 32  | 170        |

### Espagne
La composition finale a été annoncée le 30 décembre 2023.
Entraîneur:  Max Caldas
| Numéro | Joueur              | Date de naissance | Âge | Sélections |
| ------ | ------------------- | ----------------- | --- | ---------- |
| 2      | Álex Alonso         | 14 février 1999   | 24  | 79         |
| 6      | Xavier Gispert      | 4 janvier 1999    | 25  | 60         |
| 7      | Enrique González    | 29 avril 1996     | 27  | 188        |
| 8      | Marc Recasens       | 13 septembre 1999 | 24  | 74         |
| 9      | Álvaro Iglesias     | 1er mars 1993     | 30  | 216        |
| 10     | José Basterra       | 3 janvier 1997    | 27  | 57         |
| 12     | Marc Reyné          | 18 mai 1999       | 24  | 49         |
| 14     | Marc Miralles (C)   | 14 novembre 1997  | 26  | 98         |
| 15     | Jordi Bonastre      | 7 août 2000       | 23  | 55         |
| 16     | Rafael Álvarez (GB) | 16 février 1998   | 25  | 7          |
| 17     | Pepe Cunill         | 9 juillet 2001    | 22  | 40         |
| 18     | Joaquín Menini      | 18 août 1991      | 32  | 158        |
| 24     | Ignacio Rodríguez   | 12 juin 1996      | 27  | 103        |
| 29     | Gerard Clapés       | 13 septembre 2000 | 23  | 52         |
| 42     | Luis Calzado (GB)   | 15 novembre 2000  | 23  | 23         |
| 90     | Borja Lacalle       | 21 mai 2001       | 22  | 40         |
| 91     | Álvaro Portugal     | 15 juillet 2000   | 23  | 2          |
| 99     | Rafael Vilallonga   | 28 novembre 2001  | 22  | 32         |

### Corée du Sud
Entraîneur:  Shin Seokkyo
| Numéro | Joueur            | Date de naissance | Âge | Sélections |
| ------ | ----------------- | ----------------- | --- | ---------- |
| 1      | Kim Jaehyeon (GB) | 6 mars 1988       | 35  | 193        |
| 3      | Kim Hyeonhong     | 21 juin 1995      | 28  | 13         |
| 6      | Lee Namyong (C)   | 28 septembre 1983 | 40  | 306        |
| 7      | Jung Manjae       | 18 novembre 1990  | 33  | 182        |
| 8      | Son Dain          | 17 mai 1999       | 24  | 14         |
| 9      | Kim Junghoo       | 31 décembre 1991  | 32  | 92         |
| 10     | Hwang Taeil       | 31 octobre 1991   | 32  | 103        |
| 11     | Lee Jungjun       | 17 mai 1991       | 32  | 136        |
| 12     | Seo Inwoo         | 1er octobre 1992  | 31  | 63         |
| 13     | Ji Woocheon       | 13 avril 1994     | 29  | 74         |
| 14     | Park Cheoleon     | 2 novembre 1998   | 25  | 26         |
| 16     | Kim Jaehan (GB)   | 24 décembre 1998  | 25  | 11         |
| 18     | Kim Sunghyun      | 26 août 1994      | 29  | 44         |
| 19     | Jeong Junwoo      | 2 avril 1993      | 30  | 65         |
| 21     | Lee Seunghoon     | 20 mars 1985      | 38  | 177        |
| 23     | Kim Hyeongjin     | 14 avril 1994     | 29  | 94         |
| 25     | Jang Jonghyun     | 28 mars 1984      | 39  | 328        |
| 33     | Yang Jihun        | 20 août 1991      | 32  | 103        |

### Irlande
La composition finale a été annoncée le 18 décembre 2023.
Entraîneur:  Mark Tumilty
| Numéro | Joueur           | Date de naissance | Âge | Sélections |
| ------ | ---------------- | ----------------- | --- | ---------- |
| 1      | David Harte (GB) | 3 avril 1988      | 35  | 234        |
| 2      | Jamie Carr (GB)  | 13 juin 1996      | 27  | 60         |
| 6      | Luke Madeley     | 28 février 1996   | 27  | 49         |
| 7      | Tim Cross        | 26 janvier 1991   | 32  | 52         |
| 8      | Johnny McKee     | 22 décembre 1996  | 27  | 86         |
| 9      | Matthew Nelson   | 14 avril 1998     | 25  | 69         |
| 10     | Daragh Walsh     | 27 août 1997      | 26  | 85         |
| 15     | Kyle Marshall    | 10 juillet 1998   | 25  | 39         |
| 16     | Shane O'Donoghue | 24 novembre 1992  | 31  | 215        |
| 17     | Sean Murray (C)  | 5 mai 1997        | 26  | 121        |
| 19     | Peter McKibbin   | 19 mars 1997      | 26  | 29         |
| 20     | Jeremy Duncan    | 2 août 1994       | 29  | 99         |
| 22     | Michael Robson   | 18 avril 1995     | 28  | 143        |
| 25     | Jonathan Lynch   | 5 avril 2001      | 22  | 24         |
| 29     | Lee Cole         | 21 février 1995   | 28  | 108        |
| 36     | Sam Hyland       | 23 décembre 1998  | 25  | 35         |
| 40     | Ben Johnson      | 1er août 2000     | 23  | 19         |
| 45     | Nicholas Page    | 28 mai 1997       | 26  | 32         |

### Japon
La composition finale a été annoncée le 26 décembre 2023.
Entraîneur:  Akira Takahashi
| Numéro | Joueur                 | Date de naissance | Âge | Sélections |
| ------ | ---------------------- | ----------------- | --- | ---------- |
| 1      | Koji Yamasaki          | 27 février 1996   | 27  | 127        |
| 2      | Shota Yamada           | 21 décembre 1994  | 29  | 145        |
| 4      | Yamato Kawahara        | 21 janvier 2004   | 19  | 24         |
| 5      | Seren Tanaka           | 9 novembre 1992   | 31  | 153        |
| 7      | Kentaro Fukuda         | 27 juillet 1995   | 28  | 102        |
| 8      | Taiki Takade           | 18 novembre 2001  | 22  | 28         |
| 10     | Takuma Niwa            | 27 avril 2000     | 23  | 36         |
| 12     | Yuma Nagai             | 18 mars 1996      | 27  | 42         |
| 13     | Manabu Yamashita       | 4 février 1989    | 34  | 212        |
| 14     | Raiki Fujishima        | 29 décembre 1999  | 24  | 49         |
| 15     | Ken Nagayoshi          | 26 octobre 1999   | 24  | 52         |
| 16     | Hiro Saito             | 5 avril 2002      | 21  | 9          |
| 19     | Ryoma Ooka             | 2 octobre 2001    | 22  | 31         |
| 20     | Masaki Ohashi (C)      | 8 mai 1993        | 30  | 144        |
| 21     | Genki Mitani           | 12 juin 1990      | 33  | 188        |
| 22     | Kaito Tanaka           | 1er novembre 1995 | 28  | 88         |
| 29     | Takumi Kitagawa (GB)   | 7 octobre 1999    | 24  | 12         |
| 30     | Takashi Yoshikawa (GB) | 29 novembre 1994  | 29  | 140        |

### Autriche
La composition finale a été annoncée le 4 janvier 2024.
Entraîneur:  Robin Rösch
| Numéro | Joueur                | Date de naissance | Âge | Sélections |
| ------ | --------------------- | ----------------- | --- | ---------- |
| 4      | Fülöp Losonci         | 1er mars 2002     | 21  | 27         |
| 5      | Peter Kaltenböck      | 20 janvier 1997   | 26  | 30         |
| 10     | Daniel Fröhlich       | 22 mai 1991       | 32  | 117        |
| 11     | Nikolas Wellan        | 11 novembre 2000  | 23  | 32         |
| 12     | Josef Winkler         | 10 septembre 2003 | 20  | 14         |
| 13     | Benjamin Stanzl       | 13 janvier 1988   | 36  | 165        |
| 14     | Christoph Soldat      | 26 mai 1999       | 24  | 11         |
| 16     | Maximilian Scholz     | 28 novembre 1999  | 24  | 5          |
| 17     | Moritz Frey           | 6 janvier 2001    | 23  | 13         |
| 19     | Maximilian Kelner     | 7 janvier 2003    | 21  | 1          |
| 20     | Franz Lindengrun      | 26 septembre 1995 | 28  | 52         |
| 21     | Benjamin Kölbl        | 11 mai 2002       | 21  | 31         |
| 23     | Fabian Unterkircher   | 13 août 1998      | 25  | 59         |
| 24     | Leon Thörnblom (C)    | 3 septembre 1995  | 28  | 93         |
| 29     | Oliver Kern           | 10 août 1999      | 24  | 45         |
| 30     | Mateusz Nyckowiak     | 24 janvier 2004   | 19  | 13         |
| 32     | Mateusz Szymczyk (GB) | 5 décembre 1988   | 35  | 113        |
| 33     | Jakob Kastner (GB)    | 10 janvier 2000   | 24  | 2          |

### Égypte
Entraîneur:  Zaman Tahir
| Numéro | Joueur              | Date de naissance | Âge | Sélections |
| ------ | ------------------- | ----------------- | --- | ---------- |
| 2      | Mohamed Edris       | 25 mars 1988      | 35  | 52         |
| 3      | Mostafa Mansour     | 29 septembre 1993 | 30  | 67         |
| 5      | Zeiad Esmat         | 12 février 1999   | 24  | 0          |
| 7      | Ahmed Mohsen        | 12 janvier 1992   | 32  | 42         |
| 8      | Mostafa Ragab       | 23 novembre 1997  | 26  | 29         |
| 9      | Amr Sayed (C)       | 1er février 1986  | 37  | 145        |
| 10     | Ashraf Said         | 27 février 1992   | 31  | 75         |
| 11     | Ahmed Elnaggar      | 9 juin 1988       | 35  | 130        |
| 12     | Mohamed Ragab       | 9 juillet 1994    | 29  | 72         |
| 13     | Mahmoud Mamdouh     | 30 mars 1988      | 35  | 77         |
| 14     | Karim Atef          | 24 mars 1992      | 31  | 93         |
| 15     | Moustafa Tarek      | 3 août 1996       | 27  | 11         |
| 16     | Mahmoud Hussin (GB) | 24 juin 2002      | 21  | 2          |
| 17     | Mohamed Nasr        | 21 mai 1997       | 26  | 10         |
| 21     | Ahmed Elganaini     | 8 août 1996       | 27  | 41         |
| 25     | Hossam Ghobran      | 1er février 1989  | 34  | 16         |
| 30     | Hossameldin Ragab   | 23 août 2002      | 21  | 11         |
| 32     | Mohamed Hemid (GB)  | 30 octobre 1996   | 27  | 2          |

### Ukraine
Entraîneur:  Pavlo Mazur
| Numéro | Joueur                   | Date de naissance | Âge | Sélections |
| ------ | ------------------------ | ----------------- | --- | ---------- |
| 1      | Roman Bludov (GB)        | 15 juillet 1996   | 27  | 12         |
| 2      | Dmytro Hrubyi            | 20 octobre 2003   | 20  | 0          |
| 3      | Viacheslav Paziuk        | 11 janvier 1990   | 34  | 95         |
| 5      | Mykhailo Yasinskyi       | 21 janvier 1989   | 34  | 91         |
| 7      | Dmytro Luppa (C)         | 23 janvier 1991   | 32  | 107        |
| 8      | Volodymyr Kaplinskyi     | 6 janvier 2000    | 24  | 22         |
| 10     | Iurii Moroz              | 21 mai 1987       | 36  | 131        |
| 11     | Oleksii Popov            | 18 septembre 2001 | 22  | 18         |
| 12     | Vitalii Shevchuk         | 15 mai 1996       | 27  | 46         |
| 13     | Maksym Onofriiuk         | 10 septembre 1995 | 28  | 53         |
| 14     | Bohdan Kovalenko         | 26 avril 1997     | 26  | 58         |
| 15     | Volodymyr Zhmereniuk     | 26 septembre 2001 | 22  | 18         |
| 16     | Andrii Koshelenko        | 18 décembre 1994  | 29  | 59         |
| 18     | Oleksandr Solomianyi     | 25 janvier 1998   | 25  | 34         |
| 19     | Oleksandr Boiko          | 19 janvier 2005   | 18  | 8          |
| 23     | Volodymyr Kostechko      | 12 septembre 2001 | 22  | 11         |
| 28     | Oleksandr Yasinskyi      | 7 janvier 2004    | 20  | 7          |
| 30     | Bohdan Tovstolytkin (GB) | 12 mars 2002      | 21  | 6          |

## Tournoi de Mascate

### Grande-Bretagne
La composition finale a été annoncée le 9 janvier 2024.
Entraîneur:  Paul Revington
| Numéro | Joueur              | Date de naissance | Âge | Sélections |
| ------ | ------------------- | ----------------- | --- | ---------- |
| 2      | Nicholas Park       | 8 avril 1999      | 24  | 31         |
| 3      | Jack Waller         | 28 janvier 1997   | 26  | 101        |
| 5      | David Ames          | 25 juin 1989      | 34  | 193        |
| 6      | Jacob Draper        | 24 juillet 1998   | 25  | 122        |
| 7      | Zachary Wallace     | 29 septembre 1999 | 24  | 104        |
| 8      | Rupert Shipperley   | 21 novembre 1992  | 31  | 142        |
| 13     | Sam Ward            | 24 décembre 1990  | 33  | 194        |
| 14     | James Albery        | 2 octobre 1995    | 28  | 60         |
| 15     | Phil Roper          | 24 janvier 1992   | 31  | 203        |
| 16     | James Mazarelo (GB) | 4 février 2001    | 22  | 21         |
| 18     | Brendan Creed       | 3 janvier 1993    | 31  | 133        |
| 20     | Oliver Payne (GB)   | 6 avril 1999      | 24  | 61         |
| 23     | Nicholas Bandurak   | 14 décembre 1992  | 31  | 52         |
| 26     | James Gall          | 20 mai 1995       | 28  | 121        |
| 27     | Liam Sanford        | 14 mars 1996      | 27  | 95         |
| 28     | Lee Morton          | 23 mai 1995       | 28  | 105        |
| 29     | Thomas Sorsby       | 28 octobre 1996   | 27  | 92         |
| 31     | Will Calnan         | 17 avril 1996     | 27  | 89         |

### Allemagne
La composition finale a été annoncée le 22 décembre 2023.
Entraîneur:  André Henning
| Numéro | Joueur                   | Date de naissance | Âge | Sélections |
| ------ | ------------------------ | ----------------- | --- | ---------- |
| 1      | Alexander Stadler (GB)   | 16 octobre 1999   | 24  | 45         |
| 2      | Mathias Müller           | 3 avril 1992      | 31  | 148        |
| 3      | Mats Grambusch           | 4 novembre 1992   | 31  | 191        |
| 4      | Lukas Windfeder          | 11 mai 1995       | 28  | 154        |
| 6      | Raphael Hartkopf         | 24 novembre 1998  | 25  | 15         |
| 7      | Thies Prinz              | 7 juillet 1998    | 25  | 56         |
| 9      | Niklas Wellen            | 14 décembre 1994  | 29  | 190        |
| 10     | Johannes Große           | 7 janvier 1997    | 27  | 95         |
| 14     | Teo Hinrichs             | 17 septembre 1999 | 24  | 55         |
| 15     | Tom Grambusch            | 4 août 1995       | 28  | 101        |
| 16     | Gonzalo Peillat          | 12 août 1992      | 31  | 187        |
| 17     | Christopher Rühr         | 19 décembre 1993  | 30  | 179        |
| 19     | Justus Weigand           | 20 avril 2000     | 23  | 41         |
| 22     | Marco Miltkau            | 18 août 1990      | 33  | 134        |
| 23     | Martin Zwicker           | 27 février 1987   | 36  | 299        |
| 25     | Hannes Müller            | 18 mai 2000       | 23  | 38         |
| 44     | Moritz Ludwig            | 14 septembre 2001 | 22  | 34         |
| 74     | Jean-Paul Danneberg (GB) | 8 novembre 2002   | 21  | 17         |

### Nouvelle-Zélande
La composition finale a été annoncée le 22 décembre 2023. George Baker et Malachi Buschl sont les 2 joueurs en réserve.
Entraîneur:  Greg Nicol
| Numéro | Joueur             | Date de naissance | Âge | Sélections |
| ------ | ------------------ | ----------------- | --- | ---------- |
| 1      | Dominic Dixon (GB) | 7 août 1996       | 27  | 21         |
| 2      | Scott Boyde        | 5 août 1994       | 29  | 19         |
| 4      | Dane Lett          | 29 août 1990      | 33  | 111        |
| 8      | Charlie Morrison   | 20 juillet 2003   | 20  | 18         |
| 9      | Sam Hiha           | 26 août 1997      | 26  | 37         |
| 11     | Jake Smith         | 3 avril 1991      | 32  | 109        |
| 12     | Sam Lane           | 30 avril 1997     | 26  | 105        |
| 13     | Simon Yorston      | 7 mars 2000       | 23  | 23         |
| 16     | Aidan Sarikaya     | 3 juillet 1996    | 27  | 78         |
| 17     | Nic Woods          | 26 août 1995      | 28  | 162        |
| 19     | Joseph Morrison    | 4 octobre 2001    | 22  | 14         |
| 20     | Leon Hayward (GB)  | 23 avril 1990     | 33  | 53         |
| 21     | Kane Russell       | 22 avril 1992     | 31  | 199        |
| 22     | Blair Tarrant (C)  | 11 mai 1990       | 33  | 249        |
| 24     | Sean Findlay       | 5 décembre 2001   | 22  | 36         |
| 29     | Hugo Inglis        | 18 janvier 1991   | 32  | 249        |
| 31     | Hayden Phillips    | 6 février 1998    | 25  | 120        |
| 37     | Isaac Houlbrooke   | 6 septembre 2001  | 22  | 11         |

### Malaisie
La composition finale a été annoncée le 2 janvier 2024.
Entraîneur :  Arul Anthoni
| Numéro | Joueur                 | Date de naissance | Âge | Sélections |
| ------ | ---------------------- | ----------------- | --- | ---------- |
| 4      | Ramadan Rosli          | 1er avril 1991    | 32  | 109        |
| 6      | Marhan Jalil           | 5 mars 1990       | 33  | 297        |
| 7      | Fitri Saari            | 4 mars 1993       | 30  | 167        |
| 8      | Ashran Hamsani         | 20 avril 1995     | 28  | 69         |
| 13     | Firhan Ashari          | 9 mars 1993       | 30  | 205        |
| 15     | Shello Silverius       | 3 avril 1999      | 24  | 39         |
| 16     | Zaimi Matderis (GB)    | 18 septembre 1997 | 26  | 14         |
| 17     | Razie Rahim            | 25 août 1997      | 36  | 325        |
| 18     | Faiz Jali              | 18 février 1992   | 31  | 210        |
| 20     | Azuan Hasan            | 16 février 1994   | 29  | 193        |
| 21     | Hafizuddin Othman (GB) | 7 janvier 1992    | 32  | 102        |
| 22     | Norsyafiq Sumantri     | 17 juin 1996      | 27  | 92         |
| 23     | Kamal Azrai            | 3 octobre 1999    | 24  | 64         |
| 24     | Aiman Rozemi           | 19 juillet 1996   | 27  | 132        |
| 26     | Shahril Saabah         | 28 mars 1994      | 29  | 150        |
| 27     | Shafiq Hassan          | 23 janvier 1999   | 24  | 18         |
| 28     | Zulpidus Mizun         | 13 juin 1996      | 27  | 32         |
| 29     | Amirul Azahar          | 5 mai 2000        | 23  | 35         |

### Pakistan
La composition finale a été annoncée le 3 janvier 2024.
Entraîneur :  Abdul Khan
| Numéro | Joueur                | Date de naissance | Âge | Sélections |
| ------ | --------------------- | ----------------- | --- | ---------- |
| 1      | Abdullah Ishtiaq (GB) | 21 mai 2000       | 23  | 13         |
| 2      | Muhammad Abdullah     | 5 novembre 2002   | 21  | 37         |
| 3      | Arbaz Ahmad           | 12 mai 2002       | 21  | 17         |
| 4      | Muhammad Razzaq       | 2 juin 1995       | 28  | 11         |
| 5      | Sufyan Khan           | 13 mars 2004      | 19  | 23         |
| 6      | Abdul Manan           | 4 décembre 2002   | 21  | 10         |
| 7      | Arshad Liaqat         | 27 mars 2002      | 21  | 23         |
| 8      | Abdul Rana            | 4 février 2000    | 23  | 43         |
| 9      | Hannan Shahid         | 7 septembre 2005  | 18  | 25         |
| 10     | Aqeel Ahmad           | 25 décembre 2004  | 19  | 18         |
| 11     | Zikriya Hayat         | 4 mai 2004        | 19  | 10         |
| 12     | Waqar Saleem (GB)     | 20 décembre 2000  | 23  | 0          |
| 14     | Moin Shakeel          | 8 juin 2000       | 23  | 20         |
| 15     | Ghazanfar Ali         | 27 février 2002   | 21  | 20         |
| 16     | Ammad Butt (C)        | 13 janvier 1996   | 28  | 139        |
| 17     | Murtaza Yaqoob        | 1er janvier 2003  | 21  | 23         |
| 18     | Abdul Rehman          | 7 février 1999    | 24  | 0          |
| 27     | Abu Mahmood           | 10 février 1998   | 25  | 71         |

### Canada
La composition finale a été annoncée le 13 décembre 2023.
Entraîneur :  Patrick Tshutshani
| Numéro | Joueur              | Date de naissance | Âge | Sélections |
| ------ | ------------------- | ----------------- | --- | ---------- |
| 1      | Floris van Son      | 5 février 1992    | 31  | 57         |
| 5      | Devohn Noronha      | 9 février 1989    | 34  | 118        |
| 8      | Oliver Scholfield   | 11 septembre 1993 | 30  | 100        |
| 10     | Keegan Pereira      | 8 septembre 1991  | 32  | 205        |
| 11     | Balraj Panesar      | 16 mars 1996      | 27  | 90         |
| 13     | Brendan Guraliuk    | 14 mai 2000       | 23  | 36         |
| 14     | Manveer Jhamat      | 14 novembre 2001  | 22  | 10         |
| 16     | Gordon Johnston (C) | 30 janvier 1993   | 30  | 203        |
| 17     | Brenden Bissett     | 28 janvier 1993   | 30  | 161        |
| 20     | Fin Boothroyd       | 9 mars 1999       | 24  | 46         |
| 21     | Matthew Sarmento    | 23 juin 1991      | 32  | 149        |
| 24     | James Kirkpatrick   | 29 mars 1991      | 32  | 119        |
| 25     | Harbir Sidhu        | 14 août 1997      | 26  | 17         |
| 26     | Samuel Cabral       | 23 février 1999   | 24  | 22         |
| 29     | Taylor Curran       | 19 mai 1992       | 31  | 209        |
| 30     | Ethan McTavish (GB) | 1er mai 2000      | 23  | 9          |
| 32     | Zachary Coombs (GB) | 24 avril 2001     | 22  | 7          |
| 33     | Thomson Harris      | 15 août 1998      | 25  | 10         |

### Chili
La composition finale a été annoncée le 22 décembre 2023.
Entraîneur:  Jorge Dabanch
| Numéro | Joueur                | Date de naissance | Âge | Sélections |
| ------ | --------------------- | ----------------- | --- | ---------- |
| 1      | Agustín Araya (GB)    | 2 août 1999       | 24  | 29         |
| 2      | Agustín Amoroso       | 9 décembre 2000   | 23  | 12         |
| 5      | Adrián Henríquez (GB) | 14 juillet 1986   | 37  | 141        |
| 6      | Vicente Goñi          | 30 novembre 1995  | 28  | 71         |
| 9      | José Maldonado (C)    | 4 novembre 1994   | 29  | 112        |
| 11     | Kay Gesswein          | 28 août 1999      | 24  | 37         |
| 13     | Andrés Pizarro (C)    | 7 décembre 1999   | 24  | 55         |
| 15     | José Hurtado          | 18 mars 1999      | 24  | 68         |
| 17     | Felipe Renz           | 29 avril 1997     | 26  | 67         |
| 18     | Ignacio Contardo      | 13 juin 1994      | 29  | 64         |
| 20     | Raimundo Valenzuela   | 10 mai 2002       | 21  | 29         |
| 25     | Agustín Valenzuela    | 30 septembre 2000 | 23  | 7          |
| 26     | Axel Troncoso         | 25 février 1997   | 26  | 68         |
| 27     | Sebastián Wolansky    | 11 mars 2003      | 20  | 10         |
| 28     | Nils Strabucchi       | 28 avril 1999     | 24  | 47         |
| 30     | Álvaro García         | 3 décembre 2001   | 22  | 3          |
| 31     | Franco Becerra        | 2 décembre 1997   | 26  | 54         |
| 33     | Daniel Beroggi        | 9 janvier 2001    | 22  | 1          |

### Chine
Entraîneur :  Weng Haiqin
| Numéro | Joueur             | Date de naissance | Âge | Sélections |
| ------ | ------------------ | ----------------- | --- | ---------- |
| 1      | Chen Qijun         | 9 avril 1997      | 26  | 18         |
| 2      | Chen Chengfu       | 14 avril 1996     | 27  | 17         |
| 3      | Gao Jiesheng       | 12 décembre 1997  | 26  | 18         |
| 7      | Pan Dongquan       | 25 avril 1997     | 26  | 15         |
| 8      | E Wenhui           | 3 juillet 1993    | 30  | 60         |
| 9      | Chen Chongcong     | 2 juillet 2000    | 23  | 13         |
| 11     | Lim Musen          | 7 mars 1997       | 26  | 0          |
| 13     | Du Shihao          | 13 septembre 1998 | 25  | 13         |
| 15     | Zhang Xiaojia      | 30 avril 2003     | 20  | 0          |
| 16     | Ao Suozhu          | 30 juin 1994      | 29  | 44         |
| 19     | Chao Jieming       | 14 novembre 1997  | 26  | 9          |
| 20     | Lin Changliang (C) | 5 octobre 1995    | 28  | 34         |
| 21     | Meng Lei           | 8 décembre 1995   | 28  | 18         |
| 22     | Du Talake          | 8 octobre 1990    | 33  | 65         |
| 28     | Zhang Bo           | 10 avril 1996     | 27  | 10         |
| 29     | Zhu Weijiang       | 29 août 1996      | 27  | 16         |
| 30     | Wang Weihao (GB)   | 8 janvier 1996    | 28  | 11         |
| 32     | Wang Caiyu (GB)    | 28 juin 1997      | 26  | 16         |